# 受験新報
『受験新報』（じゅけんしんぽう）は、法学書院から刊行されていた日本の月刊法律雑誌。司法試験受験生向けの法律雑誌である。1951年（昭和26年）創刊。2020年9月号をもって休刊した。休刊前の版型はB5版である。

## 概要
司法試験を目指す法学部学生、法科大学院生をメインターゲットにしている。学生向けの雑誌という色が強いため有斐閣の『法学教室』に比べて、司法試験対策のテクニック的な記事が多い。演習問題を掲載しており、中央大学真法会 誌上答案練習会と銘打って、同会の協力の下に論文答案の通信添削を行っている点が特徴である。なお、『弁理士受験新報』が平成17年に月刊化される前は、弁理士試験の通信添削も行っていた。

## 主な内容
- 【特集】…合格者の使用基本書ランキング、科目ごとの論証集・答案構成ノートなどの受験対策記事がメイン。
- 【合格体験記】…長年にわたって続けられてきた。過去には山口厚や弥永真生などの有名学者の体験記も掲載された。
- 【誌上答案練習会】…1問あたり1200円という格安の答案練習。出題は学者が行っていた。現在は行われていない。